# Bullia vittata
Bullia vittata is een slakkensoort uit de familie Nassariidae. De wetenschappelijke naam werd gepubliceerd in 1767 door Carl Linnaeus.